# Рындин, Тимофей Родионович
Тимофей Родионович Рындин (1907, Черкассы — 1970, Киев) — советский партийный деятель, 1-й секретарь Кагарлицкого райкома КПУ Киевской области. Депутат Верховного Совета УССР 6-го созыва. Член Президиума Верховного Совета УССР 6-го созыва. Герой Социалистического Труда (1965). Член ЦК КПУ в 1961—1966 г.

## Биография
Родился в семье рабочего. Трудовую деятельность начал в 1923 г. рабочим промышленных предприятий города Черкассы. В 1927 году был избран председателем комитета бедноты.
Член ВКП(б) с 1939 года.
Участник Великой Отечественной войны. В 1941—1943 г.г. служил в Советской армии.
В декабре 1943 — ноябре 1944 г. — заместитель председателя исполнительного комитета Черкасского городского совета депутатов трудящихся. В ноябре 1944—1947 г. — председатель исполнительного комитета Черкасского городского совета депутатов трудящихся Киевской области.
В 1947—1950 г. — слушатель Высшей партийной школы при ЦК КП(б)У.
В 1950—1953 г. — председатель исполнительного комитета Кагарлицкого районного совета депутатов трудящихся Киевской области.
В 1953—1962 г. — 1-й секретарь Кагарлицкого районного комитета КПУ Киевской области.
В 1962—1965 г. — начальник Кагарлицкого районного производственного колхозно-совхозного управления Киевской области.
С 1965 года — начальник Дарницкого специализированного треста овоще-молочных совхозов Киевской области.
Затем — персональный пенсионер союзного значения. Умер в Киеве в ноябре 1970 года. Похоронен на Байковом кладбище.

## Награды
- Герой Социалистического Труда (31.12.1965)
- орден Ленина (31.12.1965)
- ордена
- медали